# 133
| 133                |
| ------------------ |
| Dødsfald - Fødsler |
|                    |

| Gregoriansk kalender | 133 CXXXIII             |
| Ab urbe condita      | 886                     |
| Armensk kalender     | I/T                     |
| Kinesiske kalender   | 2829 – 2830 壬申 – 癸酉 |
| Etiopisk kalender    | 125 – 126               |
| Jødisk kalender      | 3893 – 3894             |
| Hindukalendere       |                         |
| - Vikram Samvat      | 188 – 189               |
| - Shaka Samvat       | 55 – 56                 |
| - Kali Yuga          | 3234 – 3235             |
| Iransk kalender      | 489 BP – 488 BP         |
| Islamisk kalender    | 504 BH – 503 BH         |

Se også 133 (tal)

## Født
- 30. januar – Julian I., romersk kejser